# Комсомолец (детекторный радиоприёмник)

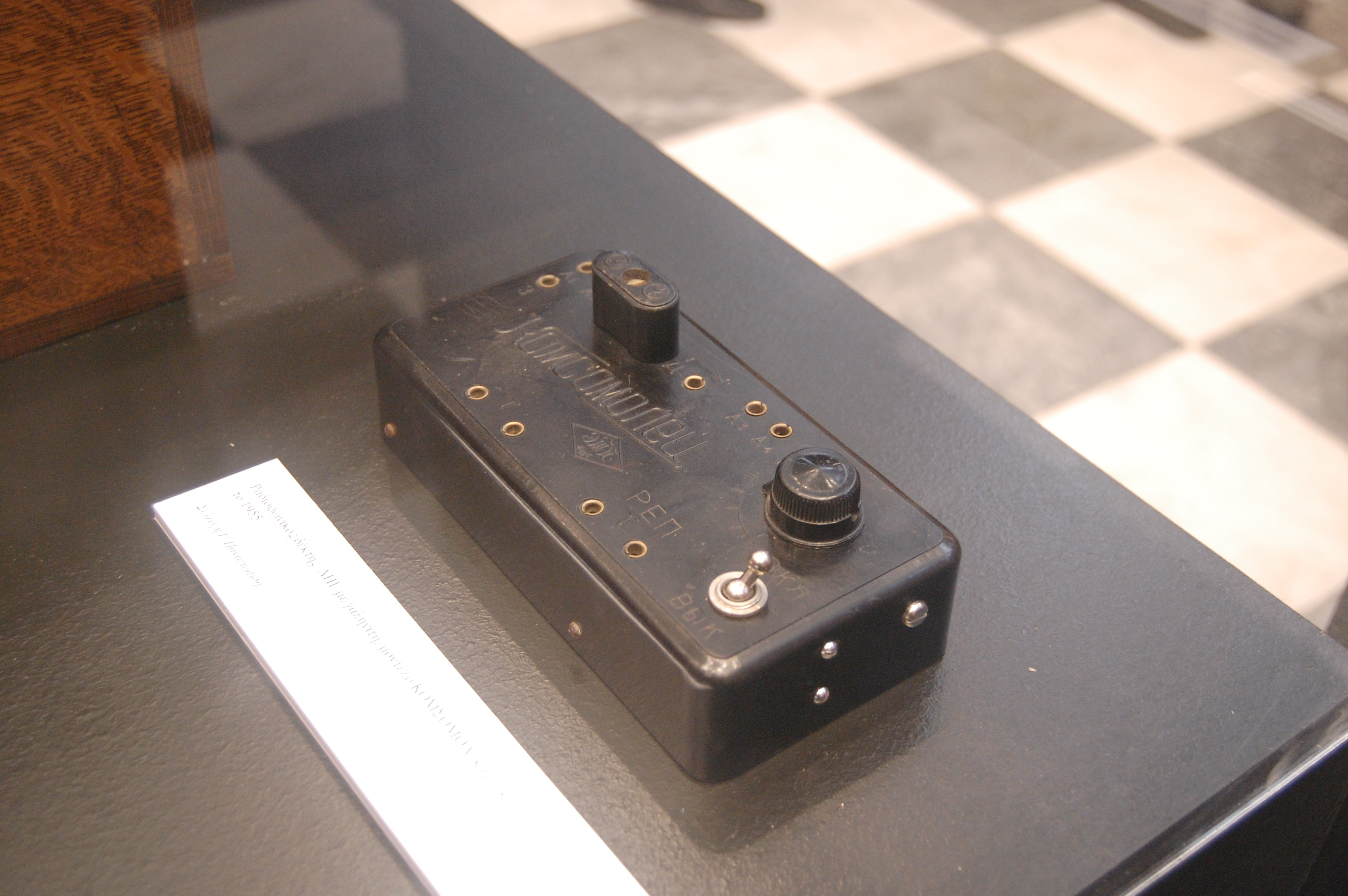
«Комсомолец» производства ленинградской артели «Электротехприбор». Тумблер «ВКЛ-ВЫКЛ» — след позднейшей переделки, в оригинальной конструкции его не было

«Комсомолец» — советский детекторный радиоприёмник, выпускавшийся несколькими предприятиями с 1947 по 1957 г., один из самых распространённых и, вероятно, последний в СССР серийный приёмник этого класса. Разработан инженером НИИ МПСС М. Р. Каплановым в рамках конкурса на дешёвый массовый приёмник, проведённого в 1947 г. министерством промышленности средств связи СССР.

## Конструкция и характеристики
Приёмник «Комсомолец» предназначен для приёма радиовещания в диапазонах длинных и средних волн (от 200 до 2000 м) на высокоомные наушники с использованием внешней антенны и заземления. В колебательном контуре приёмника нет конденсатора переменной ёмкости. Настройка производится подключением антенны к разным выводам контурной катушки и плавным изменением индуктивности катушки — для этого внутри неё перемещается сердечник из альсифера. Приёмник рассчитан на подключение внешнего кремниевого кристаллического детектора, выполненного в виде штепсельной вилки, и пьезоэлектрических наушников (входили в комплект). Наушников можно было подключить две пары одновременно. Корпус приёмника выполнен, как правило, из карболита (встречались и деревянные). Были по крайней мере два варианта формы корпуса и несколько вариантов схемы.
Размеры без детектора — 180×90×42 мм, масса — 350 г.
«Комсомолец» выпускали не меньше семи заводов и артелей в Москве, Ленинграде, Калининграде, Свердловске и Перми. Цена его была около 40 рублей, абонентская плата за пользование детекторным приёмником в 50-е годы составляла 5 руб. в год (в масштабе цен до денежной реформы 1961 г.).